# محنب (جبلة)

تعديل مصدري - تعديل

محنب هي إحدى قرى عزلة الثوابي بمديرية جبلة التابعة لمحافظة إب، بلغ تعداد سكانها 328 نسمة حسب تعداد اليمن لعام 2004.